# 黒田慶樹
黒田 慶樹（くろだ よしき、1965年〈昭和40年〉4月17日 - ）は、日本の地方公務員。東京都の職員。現在は東京都建設局局務担当部長（公益財団法人東京動物園協会派遣）。
妻は明仁（上皇）の第1皇女子である黒田清子（紀宮清子内親王）。皇女の結婚相手としては、皇族や旧華族出身者でない史上初の人物である。

## 来歴

### 出生から学生時代まで
1972年4月、学習院初等科に入学。文仁親王（後の秋篠宮）とは初等科時代からの学友であり、高等科時代は写真部・地理研究会、大学時代も自然文化研究会で行動をともにした。大学時代のサークル仲間には、後に文仁親王妃となる川嶋紀子もいた。在学中の1986年に、父の黒田慶次郎と死別する。1988年3月、学習院大学法学部を卒業する。

### 東京都庁職員として
大学卒業後は、三井銀行に入行したが、1996年、31歳の時にさくら銀行（合併を経た現在の三井住友銀行）を退職。翌年、東京都庁に入庁する。東京都都市計画局総務部総務課の勤務を経て、結婚した2005年時点では都市整備局市街地建築部建設業課建設業指導係の次席（係長級）を務めていた。
都市整備局総務部総務課係長を経て、2009年に管理職選考に合格。翌年の2010年4月、建設局公園緑地部管理課課長補佐に昇任し、2012年4月には、建設局第五建設事務所の用地課長に昇任した。2013年4月、都市整備局市街地整備部担当課長（公益財団法人東京都都市づくり公社総務部総務課長として派遣）。2015年4月1日、港湾局総務部団体調整担当課長。2017年4月1日、建設局公園緑地部利用促進担当課長。2019年4月1日、都市整備局都市づくり政策部都市計画課長。2021年4月1日、都市整備局都市づくり政策部都市計画課長（統括課長）。2023年4月1日、都市整備局担当部長（公益財団法人東京都都市づくり公社派遣）。2024年4月1日、建設局総合調整担当部長。2025年4月1日、建設局局務担当部長（公益財団法人東京動物園協会派遣）。

### 結婚
大学卒業後も秋篠宮家とは交流があり、秋篠宮邸での友人・知人の集まり「さんまの会」にも招かれていた。2003年1月、この集まりの中で、顔見知りであった清子内親王と再会。その後、2年余りかけて交際を深めた。文仁親王は後に記者会見で、「最初二人が会うきっかけを作ったのは私でありますし、それから、二人が会ったうちの何回か、場所を提供したのも事実であります」などの逸話を語った。交際に際しては、連絡手段に電子メールや手紙を用い、特に手紙は秋篠宮が双方に届けたと言う。
2004年11月、清子内親王との婚約内定が報道され、一躍話題の人となる。同月9日にも婚約内定発表の予定だったが、新潟県中越地震に配慮し延期。宣仁親王妃喜久子の薨去により再延期され、同年12月30日に、宮内庁より正式発表され清子内親王と婚約内定の記者会見を行なった。翌2005年3月19日の納采の儀（皇居宮殿表御座所で黒田家からの使者が結納の品を宮内庁長官に伝達）、10月5日の告期の儀（黒田家の使者が長官に結婚の日取りを伝える）を経て、11月15日に日比谷の帝国ホテルで結婚式と披露宴が行なわれた。午前11時に行われた結婚式は神道式で行なわれ、伊勢神宮の大宮司が斎主を務め、天皇・皇后の出御及び皇太子ほか皇族の台臨を仰ぎ、黒田家関係者など両家の親類のみ出席。同日午後4時からの披露宴には、天皇・皇后、皇太子・同妃を始めとする皇族、親族、知人ら130人が出席（天皇・皇后が内親王の結婚式、披露宴に出御するのは初めて）。「上司」にあたる東京都知事（当時）の石原慎太郎も出席し、乾杯の発声を務めた。
清子内親王は結婚に伴い、翌16日に皇統譜より除籍され、一民間人の黒田清子となった。なお、皇室経済会議の決定により、国から1億5,250万円の一時金が支給されている。結婚後は、皇室と最も近い親戚筋（菊栄親睦会会員）として、皇室を支える役割を担っており、妻の清子（紀宮）と同伴し、新年祝賀や天皇誕生日祝賀などの宮中行事に参列するほか、御所での夕食会など皇室の内輪の集まりにも出席している。また、国賓を歓待する宮中晩餐会にも招待されることがある。新元号『令和』発表前夜に妻の両親である天皇・皇后（現在の上皇・上皇后）がお忍びで黒田宅を訪ねたという。

## 人物
1990年6月、文仁親王と川嶋紀子が結婚。この時、慶樹らも親しい友人として取材を受けていた。
趣味は、カメラと自動車で、カメラはアンティークを好み、イギリス車を愛する。
友人からの愛称は「クロちゃん」。
清子内親王と結婚した際のコメントの一つとして、ジャーナリストの友納尚子は、「黒田さんは、いわゆる名家の出身でもなければ、飛びぬけた資産家でもない。サラリーマン家庭に育ち、自身も東京都庁に勤める地方公務員。父親を早くに亡くし、結婚後は母親との同居が前提 ― 。こうしたごく庶民的な条件をもって、黒田さんに白羽の矢が立ったとは考えにくい。結局は、ご学友として秋篠宮の信頼が厚いという、その人柄によるところが大きいのではないか」と述べている。

## 発言から
- 「それ相応の通信手段を用いまして…」

- 清子内親王との連絡方法について
11月14日、婚約報道の際、自宅前での取材に対し
- 「ご自分の考えをしっかりとお持ちになりながら、ゆったりと他人を許容することのできる寛さを持っておられるところや、物事に誠実でいらっしゃるというところ」

- 清子内親王の感じる慶樹の魅力について
- 「宮さまには、これからの生活の多くが新しいことで、ご不安をお感じになることも多くおありかと存じますけれども、私といたしましては、できる限りのことをさせていただきたいと存じております」

- 内親王と結婚する心境について
以上、2004年12月30日・婚約内定に際する記者会見より

## 系譜

### 黒田家
（大阪府堺市、東京都）
祖父・黒田慶太郎
実業家。二男六女を儲け、長男・慶一郎は秋月家から妻をむかえ、長女・徳子は税所家に嫁いだ。秋月家、税所家ともに武家の流れをくむ旧華族（子爵家）である。慶一郎はトヨタ自動車販売の常務を経て日本ケミカル工業会長となった。
父・慶次郎、母・寿美子、弟
父・黒田慶次郎は初等科から学習院に学び、学習院大学政経学部を卒業後トヨタ自動車に勤務。東京・神田の呉服問屋のひとり娘 寿美子と結婚、寿美子との間に二児を儲けるが、慶樹が大学3年の時にガンにより死去。一学年下の弟は結婚して妻の姓を名乗っている。